# Luz Machado
Luz Machado (Ciudad Bolívar, 3 de febrero de 1916-Caracas, 11 de agosto de 1999) fue una poeta, ensayista y diplomática venezolana. Galardonada con el Premio Nacional de Literatura en 1987.

## Biografía
Fue dirigente del Movimiento Feminista Venezolano, fundadora de la Asociación Venezolana de Escritores, del Círculo de Escritores de Venezuela y de la Sociedad Bolivariana. 
En 1946 se le otorgó el Premio Municipal de Poesía por su libro Vaso de resplandor; en 1955 se le concedió el Premio Nacional de Poesía "Alfredo Armas Alfonso". Recibió el Premio Nacional de Literatura en 1987. Sus trabajos periodísticos fueron publicados en El Universal, El Nacional, El Mundo, Pregón, La Razón, Fantoches, Ahora, entre otros, así como en las revistas Contrapunto, Élite, Shell, Revista Nacional de Cultura, Kena, Nosotras, Lírica Hispana e Imagen. 

## Obra
- Ronda (Poemas, 1941)
- Variaciones en tono de amor (Poemas, 1943)
- Vaso de resplandor (Poemas, 1946)
- Poemas, Selección (Cuba, 1948)
- La espiga amarga (Poemas, 1950)
- Poemas, selección (Argentina, 1951)
- Chant a L'Orinoque (en francés, 1953)
- Canto al Orinoco (Poemas, 1953)
- Canto al Orinoco (2a. edición 1964)
- Cartas al señor tiempo (Prosa, 1958)
- La casa por dentro (Poemas, 1965)
- Sonetos nobles y sentimentales
- Sonetos a la sombra de Sor Juana Inés de la Cruz (!966)
- Retratos y tormentos (Prosa y poesía, 1974)
- Crónicas sobre Guayana (1946-1968)
- Crónicas sobre Guayana (1969-1986)
- Cinco conferencias de Pablo Neruda (1975)
- Poesía de Luz Machado, Antología (1980)
- Ronda, poemas (1992)
- A sol y a sombra (Poemas, 1997)
- Imágenes y testimonios (Prosas, 1996)
- Libro del abuelazgo (Poemas, 1997)

La autora escribió otros trabajos en prosa y poesía, publicados en diarios y revistas que no han sido recopilado.